# Georges St. Pierre
Georges St. Pierre, född 19 maj 1981 i Saint-Isidore, är en kanadensisk före detta professionell MMA-utövare som från 2004 fram till sin pension från sporten tävlade i organisationen Ultimate Fighting Championship där han 2006–2007 och 2008–2013 var mästare i weltervikt. Han har blivit utsedd till Kanadas främsta idrottare tre år i rad (2008, 2009 och 2010) och anses vara en av sportens främsta utövare någonsin. Den 4 november 2017 återvände St. Pierre till MMA efter fyra års frånvaro och blev organisationens mästare i mellanvikt genom att besegra Michael Bisping. Den 7 december 2017 meddelade UFC att St. Pierre avsagt sig titeln på grund av sjukdom och drygt ett år senare meddelade St. Pierre att han beslutat sig för att pensionera sig från professionell MMA.

## Biografi

### Tidigt liv
Georges St. Pierre föddes den 19 maj 1981 i Saint-Isidore i Québec i Kanada. Efter att ha blivit mobbad i skolan började han träna kyokushinkai som sjuåring. Senare började han även träna brottning och brasiliansk jiu-jitsu.

### MMA
St. Pierre gick sin första professionella MMA-match i januari 2002. Efter att ha vunnit sina fem första MMA-matcher på mindre galor i hemlandet Kanada blev han i slutet av 2003 kontrakterad av UFC. Han debuterade i organisationen på UFC 46 i januari 2004 och besegrade då Karo Parisyan via domslut. Därefter vann han sin sjunde MMA-match när han besegrade Jay Hieron i juni samma år. Därefter fick han chansen att gå en match om titeln mot den sexfaldiga mästaren Matt Hughes på UFC 50 i oktober 2004. St. Pierre förlorade dock matchen via submission (armbar) med bara en sekund kvar av den första ronden. Han vann sedan sina fem nästkommande matcher och besegrade då bland andra Sean Sherk och före detta mästaren B.J. Penn. 
I november 2006 fick han chans på revansch mot Matt Hughes i en ny titelmatch. Den här gången vann St. Pierre via teknisk knockout i den andra ronden och blev för första gången UFC:s welterviktsmästare. Den 7 april 2007 skulle St. Pierre försvara sin titel för första gången. Han var storfavorit (10 till 1) till att besegra utmanaren och The Ultimate Fighter-vinnaren Matt Serra. Serra lyckades dock besegra St Pierre via teknisk knockout tre minuter in i den första ronden och blev därmed ny mästare. Matchen var St. Pierres femtonde professionella MMA-match och han hade vunnit tretton och förlorat två.
För att få en chans att ta tillbaka sin titel ställdes St. Pierre först mot brottaren Josh Koscheck på UFC 74 i augusti samma år. St. Pierre lyckades vinna via domslut och blev därmed första utmanare till Serras titel. Serra skulle försvara sin titel mot Matt Hughes på UFC 79 i december men tvingades lämna återbud på grund av en skada. St. Pierre fick istället ersätta Serra och möte Hughes i en match om interim-titeln. Vinnaren skulle senare få möta Serra i en match om den obestridda titeln. Mötet var det tredje mellan Hughes och St. Pierre och liksom vid det förra mötet vann St. Pierre, denna gång via submission efter en armbar i slutet av den andra ronden.
Returmötet med Matt Serra bokades in till UFC 83 i april 2008, UFC skulle för första gången anordna en gala i Montreal i Kanada. I slutet av den andra ronden stoppade domaren matchen eftersom Serra inte ansågs kunna försvara sig och St. Pierre blev på nytt UFC:s obestridda welterviktsmästare. Efter att ha tagit tillbaka titeln har St. Pierre försvarat den fem gånger, mot bland andra B.J. Penn, Thiago Alves och Dan Hardy. 
St. Pierre försvarade sin titel för sjätte gången på UFC 129 den 30 april 2011 då han utmanades av Jake Shields. UFC:s VD Dana White har sagt att om St. Pierre besegrar Shield vill han se ett "supermöte" mellan St. Pierre och Anderson Silva, niofaldig mästare i mellanvikt. För det mötet skulle i så fall St. Pierre lämna welterviktsdivisionen och övergå till den tyngre mellanviktsdivisionen. St. Pierre besegrade Shields via enhälligt domslut.
Den 17 november 2012 klev Georges återigen in i oktagonen då han tog sig an Carlos Condit vid UFC 154, en match som St-Pierre tog hem via ett enhälligt domslut.
Vid UFC 158 en 16 mars 2013 fick vi se Georges kliva in i oktagonen, denna gång för att möta Nick Diaz, en match som St-Pierre återigen tog hem via ett enhälligt domslut.
Huvudmatchen vid UFC 167 utkämpades mellan St-Pierre och Johny Hendricks, en jämn match som slutligen togs hem av Georges via ett delat domslut. Efter vinsten mot Johny Hendricks valde St. Pierre att ta en paus från sporten.
På UFC 217 den 4 november 2017 återvände St. Pierre till MMA efter fyra års frånvaro och blev mästare i mellanvikt genom att besegra Michael Bisping via teknisk submission i den tredje ronden. Den 7 december 2017 meddelade UFC att St. Pierre avsagt sig titeln på grund av sjukdom.
I februari 2019 meddelade St. Pierre att han avslutar sin karriär som professionell MMA-utövare.

## Tävlingsfacit
| Resultat | Facit | Motståndare      | Metod                           | Evenemang                    | Datum            | Rond | Tid  | Plats                 | Notering                                                  |
| -------- | ----- | ---------------- | ------------------------------- | ---------------------------- | ---------------- | ---- | ---- | --------------------- | --------------------------------------------------------- |
| Vinst    | 1–0   | Ivan Menjivar    | TKO (slag)                      | UCC 7: Bad Boyz              | 25 januari 2002  | 1    | 4:50 | Montréal, Kanada      |                                                           |
| Vinst    | 2–0   | Justin Bruckmann | Submission (armbar)             | UCC 10: Battle for the Belts | 15 juni 2002     | 1    | 3:53 | Gatineau, Kanada      |                                                           |
| Vinst    | 3–0   | Travis Galbraith | TKO (armbågar)                  | UCC 11: The Next Level       | 11 oktober 2002  | 1    | 2:03 | Montréal, Kanada      |                                                           |
| Vinst    | 4–0   | Thomas Denny     | TKO (skada)                     | UCC 12: Adrenaline           | 25 januari 2003  | 2    | 4:45 | Montréal, Kanada      |                                                           |
| Vinst    | 5–0   | Pete Spratt      | Submission (rear-naked)         | TKO 14: Road Warriors        | 29 november 2003 | 1    | 3:40 | Victoriaville, Kanada |                                                           |
| Vinst    | 6–0   | Karo Parisian    | Domslut (enhälligt)             | UFC 46                       | 31 januari 2004  | 3    | 5:00 | Las Vegas, USA        |                                                           |
| Vinst    | 7–0   | Jay Hieron       | TKO (slag)                      | UFC 48                       | 19 juni 2004     | 1    | 1:42 | Las Vegas, USA        |                                                           |
| Förlust  | 7–1   | Matt Hughes      | Submission (armbar)             | UFC 50                       | 22 oktober 2004  | 1    | 4:59 | Atlantic City, USA    | Titelmatch i weltervikt.                                  |
| Vinst    | 8–1   | Dave Strasser    | Submission (kimura)             | TKO 19: Rage                 | 29 januari 2005  | 1    | 1:52 | Montréal, Kanada      |                                                           |
| Vinst    | 9–1   | Jason Miller     | Domslut (enhälligt)             | UFC 52                       | 16 april 2005    | 3    | 5:00 | Las Vegas, USA        |                                                           |
| Vinst    | 10–1  | Frank Trigg      | Submission (rear-naked)         | UFC 54                       | 20 augusti 2005  | 1    | 4:09 | Las Vegas, USA        |                                                           |
| Vinst    | 11–1  | Sean Sherk       | TKO (slag och armbågar)         | UFC 56                       | 19 november 2005 | 2    | 2:53 | Las Vegas, USA        |                                                           |
| Vinst    | 12–1  | B.J. Penn        | Domslut (delat)                 | UFC 58                       | 4 mars 2006      | 3    | 5:00 | Las Vegas, USA        |                                                           |
| Vinst    | 13–1  | Matt Hughes      | TKO (spark och slag)            | UFC 65                       | 18 november 2006 | 2    | 1:25 | Sacramento, USA       | Blev UFC-mästare i weltervikt.                            |
| Förlust  | 13–2  | Matt Serra       | TKO (slag)                      | UFC 69                       | 7 april 2007     | 1    | 3:25 | Houston, USA          | Förlorade titeln i weltervikt.                            |
| Vinst    | 14–2  | Josh Koscheck    | Domslut (enhälligt)             | UFC 74                       | 25 augusti 2007  | 3    | 5:00 | Las Vegas, USA        |                                                           |
| Vinst    | 15–2  | Matt Hughes      | Submission (armbar)             | UFC 79                       | 29 december 2007 | 2    | 4:54 | Las Vegas, USA        | Blev interimmästare i weltervikt.                         |
| Vinst    | 16–2  | Matt Serra       | TKO (kroppsknän)                | UFC 83                       | 19 april 2008    | 2    | 4:45 | Montréal, Kanada      | Blev mästare i weltervikt.                                |
| Vinst    | 17–2  | Jon Fitch        | Domslut (enhälligt)             | UFC 87                       | 9 augusti 2008   | 5    | 5:00 | Minneapolis, USA      | Försvarade titeln i weltervikt.                           |
| Vinst    | 18–2  | B.J. Penn        | TKO (hörnan avbryter)           | UFC 94                       | 31 januari 2009  | 4    | 5:00 | Las Vegas, USA        | Försvarade titeln i weltervikt.                           |
| Vinst    | 19–2  | Thiago Alves     | Domslut (enhälligt)             | UFC 100                      | 11 juli 2009     | 5    | 5:00 | Las Vegas, USA        | Försvarade titeln i weltervikt.                           |
| Vinst    | 20–2  | Dan Hardy        | Domslut (enhälligt)             | UFC 111                      | 27 mars 2010     | 5    | 5:00 | Newark, USA           | Försvarade titeln i weltervikt.                           |
| Vinst    | 21–2  | Josh Koscheck    | Domslut (enhälligt)             | UFC 124                      | 11 december 2010 | 5    | 5:00 | Montréal, Kanada      | Försvarade titeln i weltervikt.                           |
| Vinst    | 22–2  | Jake Shields     | Domslut (enhälligt)             | UFC 129                      | 30 april 2011    | 5    | 5:00 | Toronto, Kanada       | Försvarade titeln i weltervikt.                           |
| Vinst    | 23–2  | Carlos Condit    | Domslut (enhälligt)             | UFC 154                      | 17 november 2012 | 5    | 5:00 | Montréal, Kanada      | Försvarade titeln i weltervikt.                           |
| Vinst    | 24–2  | Nick Diaz        | Domslut (enhälligt)             | UFC 158                      | 16 mars 2013     | 5    | 5:00 | Montréal, Kanada      | Försvarade titeln i weltervikt.                           |
| Vinst    | 25–2  | Johny Hendricks  | Domslut (delat)                 | UFC 167                      | 16 november 2013 | 5    | 5:00 | Las Vegas, USA        | Försvarade titeln i weltervikt. Avsade sig senare titeln. |
| Vinst    | 26–2  | Michael Bisping  | Teknisk submission (rear-naked) | UFC 217                      | 4 november 2017  | 3    | 4:23 | New York, USA         | Blev UFC-mästare i mellanvikt.                            |